# Enfärgad grönbulbyl
Enfärgad grönbulbyl (Eurillas curvirostris) är en fågel i familjen bulbyler inom ordningen tättingar.

## Utseende och läte
Enfärgad grönbulbyl gör skäl för sitt namn, med en ovanligt enfärgad fjäderdräkt till och med för grönbulbyler. Den uppvisar dock en ljus ögonring och ljus strupe som är något blekare än den övriga sotiga undersidan. Lätet består av en kort och torr drill. Sången skiljer sig geografiskt, i väster ett par visslingar följt av en drill och i öster en kort serie med stigande och fallande visslingar. 

## Utbredning och systematik
Enfärgad grönbulbyl delas upp i två distinkta underarter med följande utbredning:
- E. c. leonina – Sierra Leone till centrala Ghana
- E. c. curvirostris – södra Ghana österut till södra Sydsudan, Uganda och västra Kenya samt söderut till norra Angola och centrala Demokratiska republiken Kongo; även ön Bioko i Guineabukten

## Levnadssätt
Enfärgad grönbulbyl hittas i fuktiga skogar, från låglänta områden till relativt höga höjder. Där ses den i undervegetationen och i skogens mellersta skikt.

## Status och hot
Arten har ett stort utbredningsområde, men tros minska i antal, dock inte tillräckligt kraftigt för att den ska betraktas som hotad. Internationella naturvårdsunionen IUCN listar arten som livskraftig (LC).